# Східний календар (серія монет)
Схі́дний календа́р — серія срібних ювілейних та пам'ятних монет Національного банку України, що карбувались у 2006-2016 роках. У 2020 році Національний банк України розпочав нову серію з такою ж назвою, але монети карбуються з нейзильберу.

## Срібні монети в серії
У серію включені такі монети:
- Пам'ятна монета «Рік Собаки»
- Пам'ятна монета «Рік Свині (Кабана)»
- Пам'ятна монета «Рік Пацюка»
- Пам'ятна монета «Рік Бика»
- Пам'ятна монета «Рік Тигра»
- Пам'ятна монета «Рік Кота (Кролика, Зайця)»
- Пам'ятна монета «Рік Дракона»
- Пам'ятна монета «Рік Змії»
- Пам'ятна монета «Рік Коня»
- Пам'ятна монета «Рік Кози»
- Пам'ятна монета «Рік Мавпи»
- Пам'ятна монета «Рік Півня»

## Монети з нейзельберу
- Пам'ятна монета «Рік Пацюка»
- Пам'ятна монета «Рік Бика»
- Пам'ятна монета «Рік Тигра»
- Пам'ятна монета «Рік Кота (Кролика)»
- Пам'ятна монета «Рік Дракона»